# Yasumaru Yoshio
Yasumaru Yoshio (安丸良夫) est un historien japonais né le 2 juin 1934 et mort le 4 avril 2016.
Avec d'autres historiens comme Irokawa Daikichi, il cherche à sortir de l'opposition entre des courants de pensée jugés comme extérieurs au pays, et qui agite l'historiographie du Japon lors de la seconde moitié du XXe siècle.
Influencé par les travaux de l'ethnologue Kunio Yanagita, il développe un courant dit d'« histoire du peuple » (民衆史, Minshūshi). Celui-ci se concentre sur la vie quotidienne de la population, et sur l'évolution de leurs valeurs.

## Sources